# Металорізальний верстат
Металорізальний верстат — машина для розмірної обробки заготовок в основному шляхом зняття стружки. Крім металевих заготовок зі сталі та чавуну на верстатах обробляють також деталі з кольорових сплавів, пластмас й інших матеріалів.
До верстатів відносять і технологічне устаткування, що використовує для обробки електрофізичні і електрохімічні методи, сфальцьований електронний або лазерний промінь, поверхневе пластичне деформування та деякі інші види обробки.
Крім основної робочої операції, пов'язаної зі зміною форми та розмірів заготовки, на верстаті необхідно здійснювати допоміжні операції для зміни заготовок, їхнього затискування, виміру, операції зі зміни різального інструменту, контролю його стану та стану всього верстата.

## Металорізальні верстати класифікують за різними ознаками
- За універсальністю:
  - верстати універсальні, призначені для виконання різних операцій, різних за розмірами і формою;
  - спеціалізовані — для обробки однотипних деталей;
  - спеціальні — для обробки лише одного виду виробів.
- За ступенем автоматизації:
  - з ручним керуванням;
  - автоматичні;
  - напівавтоматичні.
- За точністю:
  - нормальної точності — Н;
  - підвищеної точності — П;
  - високої точності — В;
  - особливо високої точності — А;
  - особливої точності — С.
- За вагою:
  - легкі (до 1т);
  - середні (до 10т);
  - великі (до 30т);
  - важкі (до 60т);
  - особливо важкі (до 100т);
  - унікальні (понад 100т).

Обладнання до 5т відносять до транспортабельного.

## За способом обробки матеріалу металорізальні верстати поділяють на такі групи й підгрупи
- Токарна група верстатів

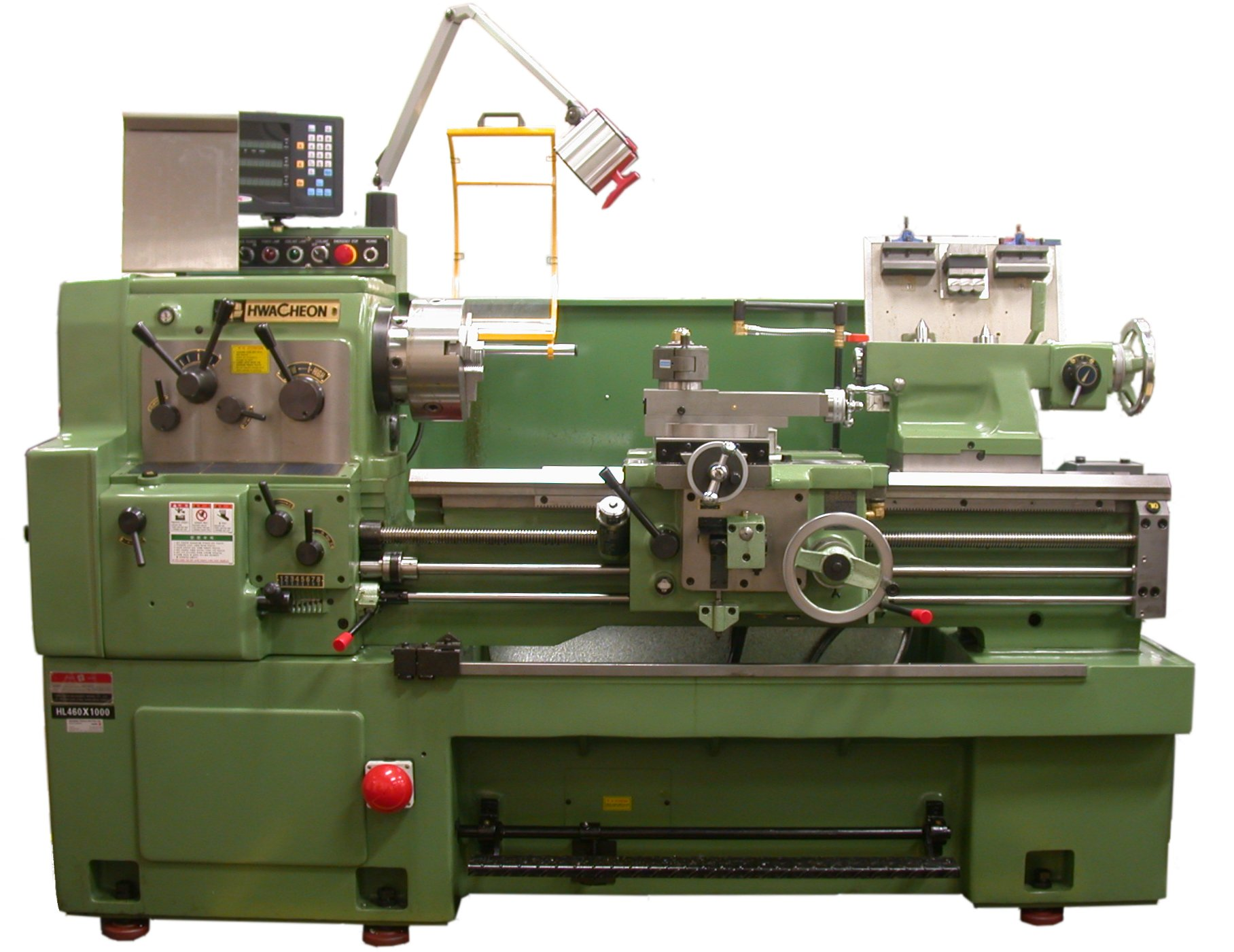
Представник токарної групи верстатів

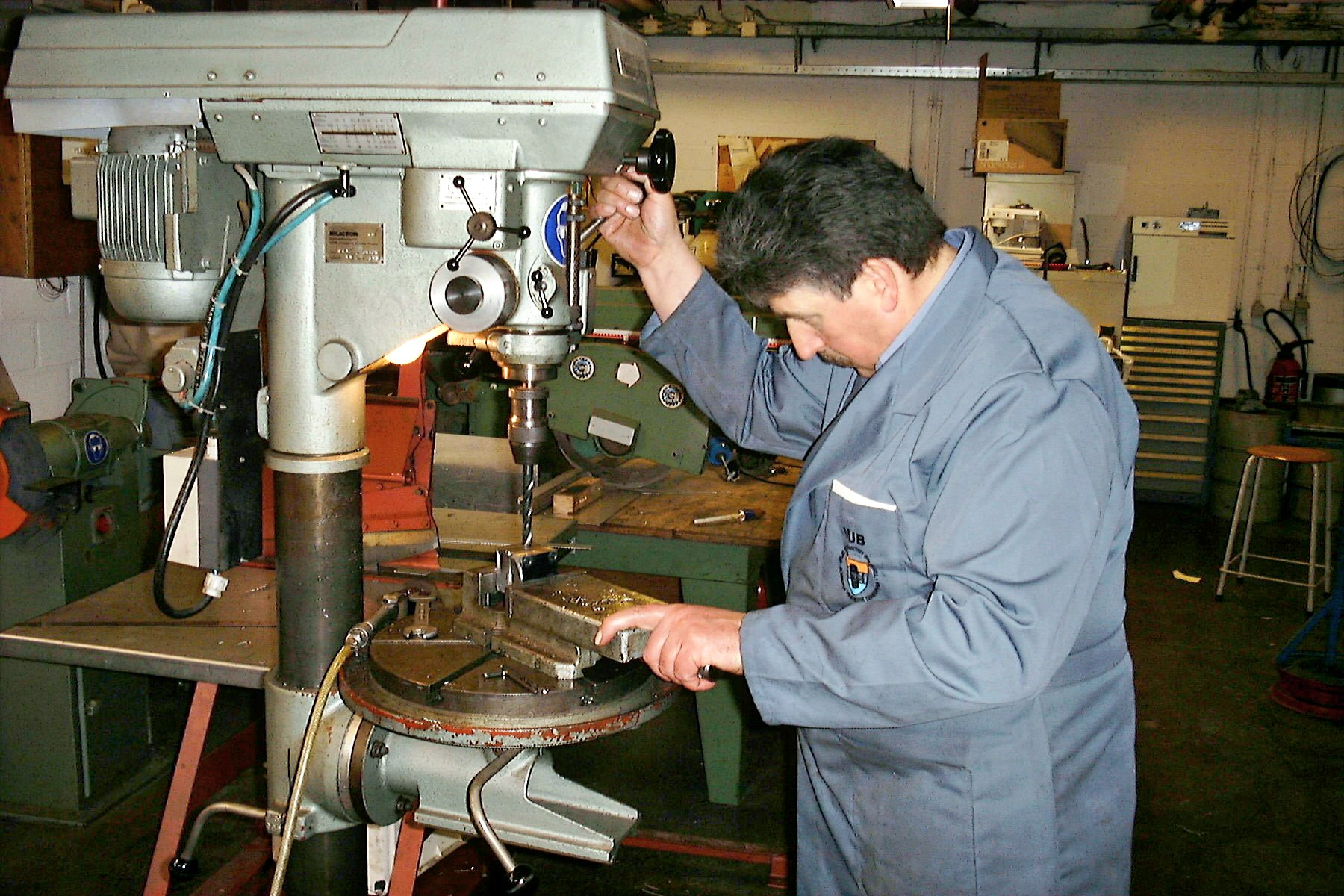
Представник свердлильної групи

- Свердлильно-розточна група верстатів
  - Вертикально-свердлильний верстат
  - Радіально-свердлильний верстат
  - Горизонтально свердлильний верстат
  - Верстати і агрегати глибокого свердління
  - Одношпиндельні і багатошпиндельні напівавтомати
  - Горизонтально-розточувальний верстат
  - Координатно-розточувальний верстат
  - Вертикально-розточувальний верстат
  - Комбіновані свердлильно-фрезерно-розточувальні верстати і агрегати
  - Алмазно-розточувальний верстат
- Фрезерна група верстатів

- - Вертикально-фрезерний верстат
  - Горизонтально-фрезерний верстат
  - Універсально-фрезерний верстат
  - Поздовжньо-фрезерний верстат
  - Карусельно-фрезерний верстат
  - Копировально-фрезерний верстат
  - Шліцефрезерний верстат
  - Оброблювальний центр

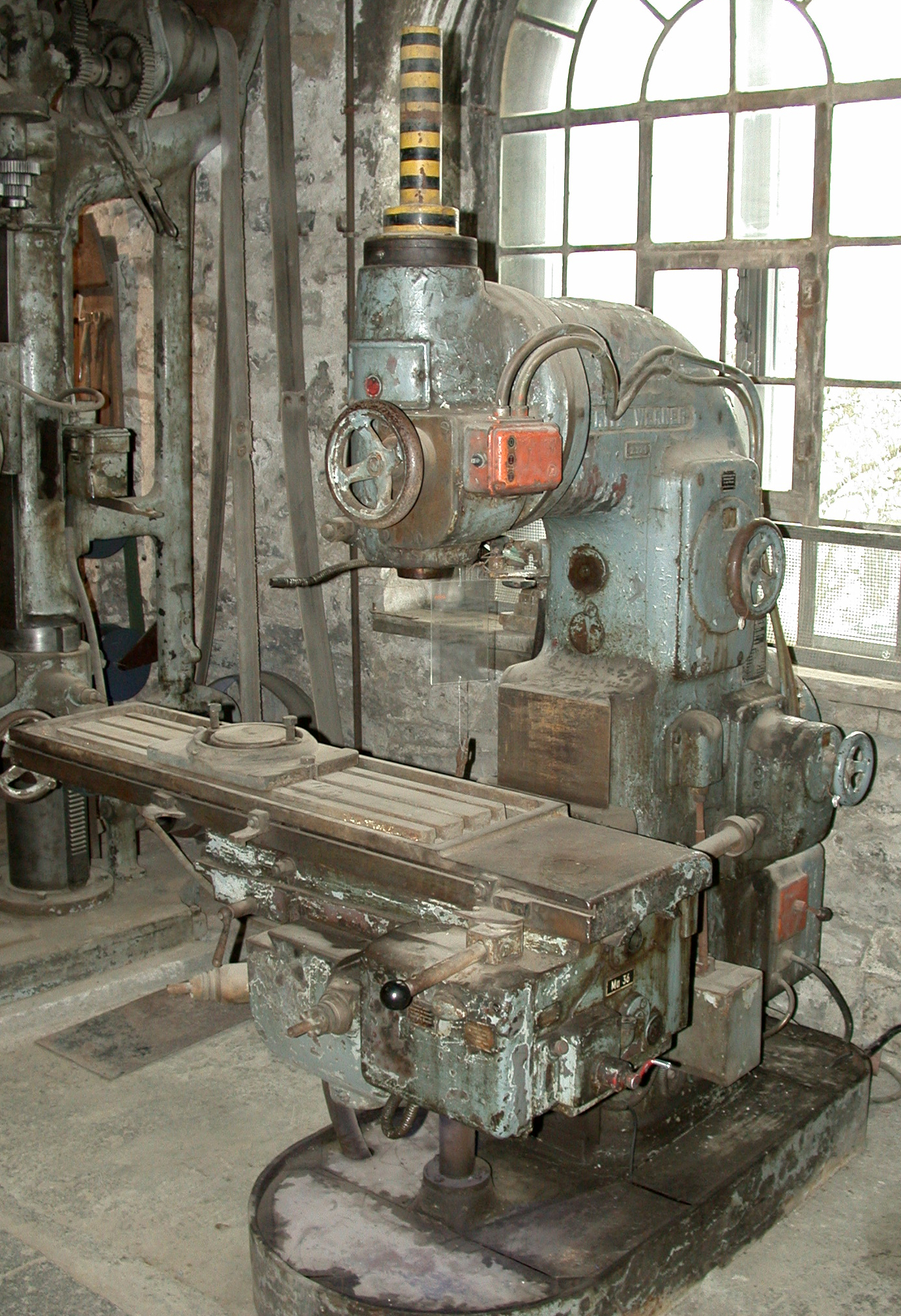
Вертикально-фрезерний верстат

- Стругально-довбальна група верстатів
  - Поперечно-стругальний верстат
  - Поздовжньо-стругальний верстат
  - Кромкостругальний верстат
  - Довбальний верстат
  - Протяжний верстат
- шліфувальна група верстатів

- - Круглошліфувальний верстат
  - Безцентрово-шліфувальний верстат
  - Внутришліфувальний верстат
  - Пазошліфувальний верстат
  - Плоскошліфувальний верстат
  - Профілешліфувальний верстат
  - Різьбошліфувальний верстат
  - Шліцешліфувальний верстат
  - Координатно-шліфувальний верстат
  - Оптіко-шліфувальний верстат
  - Хонінгувальний верстат
  - Заточний верстат
  - Доводочний верстат
  - Спеціальний шліфувальний верстат
- Зубооброблювальна група верстатів
  - Зубофрезерний верстат
  - Зубострогальний верстат
  - Зубодовбальний верстат
  - Зубошліфувальний верстат
  - Зубошевінгувальний верстат
  - Зубозакруглюючий верстат
- Відрізна група верстатів
  - Відрізний круглопильний верстат
  - Відрізний стрічкопильний верстат
  - Відрізний ножовочний верстат
  - Відрізний абразивний верстат
  - Фасонно-відрізний верстат
- Електроерозійні верстати
  - Копірувально-прошивочний верстат
  - Вирізний верстат
- Електрохімічні верстати
- Анодно-механічні машини
- Лазерні верстати
  - Газові (Вуглекислотні)
  - Рубінові

Представник шліфувальної групи верстатів

- Ультразвукові оброблювальні машини
- Водно-абразивні машини

## Див.також
- Верстатобудування